# Osmia pedicornis
Osmia pedicornis är en biart som beskrevs av Cockerell 1919. Osmia pedicornis ingår i släktet murarbin, och familjen buksamlarbin. Inga underarter finns listade i Catalogue of Life.